# Christoph Burgmer
Christoph Burgmer (* 1962 in Leverkusen) ist ein deutscher Journalist und Autor.

## Leben
Burgmer studierte Literaturwissenschaft, Iranistik, Islamwissenschaft, Literaturvermittlung und Medienpraxis in Freiburg i.Br., Berlin, Essen, Paris, Kairo und Teheran. Er arbeitete zunächst als Deutschlehrer für Asylbewerber in Berlin. Danach war er Mitarbeiter des Goethe Instituts in Alexandria, Ägypten. Seit 1990 arbeitet er als Journalist, Buchrezensent und Buchautor. Für das Internationale Komitee vom Roten Kreuz (IKRK) war er unter den Taliban als Übersetzer tätig. Zwischenzeitlich Freier Universitätsdozent an der SRH Hochschule Heidelberg. Schwerpunkte seiner publizistischen Arbeit sind Literatur und Politik der Arabischen Welt und Indien sowie aktuelle gesellschaftspolitische Fragen. 2000 erhielt er für seine journalistische Arbeit den Medienpreis Entwicklungspolitik.

## Werke

### Radio-Features (Auswahl)
- Wege in die Zivilisation. Unterwegs mit Straßenbau-Ingenieuren im Himalaya, 2016.(deutschlandfunk.de)
- Jadal-Kontroverse. Eine Zufluchtsort in Amman, 2015.(deutschlandfunk.de)
- Patrick-Henry-Village – Eine Erstaufnahmestelle für Flüchtlinge in Heidelberg, 2015.[3]
- Momente der Verzweiflung. Hassan F. und das Ende arabischer Revolutionsträume, 2015.[4]
- 7500 Kilometer für die Inklusion. Menschen mit Behinderung bei der Allgäu-Orient Rallye, 2013.[5]
- Freiheit, Brot und Soziale Gerechtigkeit. Der Widerstand der ägyptischen Gewerkschaften gegen Islamisten und Militärs, 2013.[6]
- Stimme der Stimmlosen. Die indische Schriftstellerin Mahasweta Devi, 2012.[7]
- Die verborgene Opposition. Iranische Studierende und die Zweite islamische Kulturrevolution, 2012.[8]
- 1001 Kriminelle. Das Budhan Theater der Chharas, 2010.[9]
- Hüter des Feuers. Parsen in Bombay. Mit Michael Briefs, 2009.[10]
- Der letzte Pate. Geschichten aus der Unterwelt Bombays, 2009.[11]
- „Was ihr an Zinsen gebt, bringt keinen Zuwachs bei Allah.“ Wie islamische Finanzprodukte die Kapitalmärkte erobern, 2008.
- „Bei uns verstehen alle was von Politik.“ Die Buchmesse von Kairo, 2007.
- Stahl um jeden Preis. Das indische Hüttenwerk Rourkela und 50 Jahre deutsche Entwicklungspolitik. 2006.
- „Mit der Entwicklung kam der Tod.“ Der Kampf der Adivasi gegen Minenmultis in Jharkhand, Indien, 2005.
- „Die Sprache der Toten.“ Ein Buchladen in Kabul, 2004.
- Minenfeld Koran. Textauslegung im Streit zwischen Wissenschaft und Offenbarung, 2003.[12]
- Eine kurze Reise nach Sadiq Abad. Pressefreiheit und Militärdiktatur in Pakistan, 2001.
- Stimmen für den Präsidenten. Ägyptens „inszenierte Demokratie“, 2000.
- Das steht so im Koran. Die islamische Ideologie der Taliban und die gesellschaftliche Realität in Afghanistan, 1999.
- Die lange Nacht des Maultiers. Literatur und Krieg in Algerien. 1999.
- Krieg für die Revolution. Der Spanische Bürgerkrieg 1936–1939. Mit Stefan Fuchs, vier Teile, 1997.
- Choclate, Cola und Kultur. Amerikanische Kulturpolitik am Beispiel des Amerikahaus Heidelberg, 1996.

### Essays (Auswahl)
- Warum einen öffentlichen Platz besetzen, 2014.[13]
- Frieden in Afghanistan. Drei Teil a) Die Grenzen des Militärischen (Gespräch mit Michael Choussodovsky[14] b) Taliban-Dämmerung (Gespräch mit Gilles Dorronsoro[15] c) Kulturen des Widerstands (Gespräch mit Sima Samar[16]
- Die politische Zukunft des „arabischen Frühlings“, 2012.[17]
- Der Afghanistankrieg, 2009.[18]
- Der Islam in Europa, 2008.[19]

### Bücher (Auswahl)
- Christoph Burgmer: Tausend Tage Hoffnung. Kinzelbach Verlag, Mainz 2017, ISBN 978-3-942490-31-3.
- Christoph Burgmer (Hrsg.): Streit um den Koran – Die Luxenberg-Debatte, Standpunkte und Hintergründe. Schiler, Berlin 2004, ISBN 3-89930-067-X; 3. erweiterte Auflage. Berlin 2007, ISBN 3-89930-145-5.[20]
- Christoph Burgmer/Stefan Fuchs (Hrsg.) Global Total. Eine Bilanz der Globalisierung. Gespräche mit Horst Afheldt, Michael Albert, Elmar Altvater, Samir Amin, Maude Barlow, Walden Bello, Joachim Bischoff, Chico Whitaker Ferreira, John Holloway, Birgit Mahnkopf, Patnaik Prabat, Wolfgang Sachs, Shrirang P. Shukla, Yash Tandon. PapyRossa, Köln 2003, ISBN 978-3-89438-308-4.
- Christoph Burgmer: Das negative Potential. Gespräche mit Johannes Agnoli. ça ira-Verlag, Freiburg, 2002, ISBN 3-924627-07-X.[21]
- Christoph Burgmer: Rassismus in der Diskussion. Gespräche mit Robert Miles, Edward W. Said, Albert Memmi, Günter Grass, Wolfgang Benz, Wolfgang Wippermann, Birgit Rommelspacher, Teun A. van Dijk und Stuart Hall. Elefanten Press, Berlin 1999, ISBN 3-88520-730-3.[22]
- Christoph Burgmer (Hrsg.): Der Islam. Eine Einführung durch Experten. Suhrkamp Taschenbuch, Frankfurt am Main 1998, ISBN 3-518-39345-6.

### Filme
- Das negative Potential. Johannes Agnoli im Gespräch. Zusammen mit Markus Mischkowski (Regie) und Siddho Varza (Schnitt). Westendfilme 2003[23].